# کیرسی کونناس
کیرسی کونناس (انگلیسی: Kirsi Kunnas; ۱۴ دسامبر ۱۹۲۴ – ۸ نوامبر ۲۰۲۱) نویسنده، شاعر، نویسنده کودکان، و مترجم اهل فنلاند بود.
وی همچنین برندهٔ جوایزی همچون جایزه اینو لینو شده‌است.